# Battery Park City
Battery Park City é uma comunidade planejada com uma área de 0.4 km² e um bairro no extremo sudoeste de Manhattan, Nova Iorque.
A zona sobre a que se encontra, foi construída sobre o rio Hudson, usando 917 000 metros cúbicos de terra e rochas escavadas durante a construção do World Trade Center e outros projetos. É deste local que partem as balsas que transportam turistas para a Estátua da Liberdade.

## Demografia
Segundo o censo nacional de 2020, a sua população é de 16 269 habitantes e seu crescimento populacional na última década foi de 21,5%.
Residentes abaixo de 18 anos de idade representam 23,2%. Foi apurado que x7,9xx% são hispânicos ou latinos (de qualquer raça), 62,6% são brancos não hispânicos, 1,6% são negros/afro-americanos não hispânicos, 21,3% são asiáticos não hispânicos, 0,7% são de alguma outra raça não hispânica e 5,8% são não hispânicos de duas ou mais raças.
Possui 8 263 residências, um aumento de 6,1% em relação ao censo anterior, onde deste total, 10,2% das unidades habitacionais estão desocupadas. A média de ocupação é de 2,2  pessoas por residência.

## Museus e memoriais
Atrações localizadas em Battery Park City:
- Irish Hunger Memorial
- Museum of Jewish Heritage
- The Skyscraper Museum